# برف در ساحل
«برف در ساحل» (انگلیسی: Snow on the Beach) ترانه‌ای از خواننده-ترانه‌سرای آمریکایی تیلور سوئیفت با حضور خواننده-ترانه‌سرای آمریکایی لانا دل ری است. این ترانه که ابتدا به‌عنوان بخشی از دهمین آلبوم استودیویی سوئیفت نیمه‌شب‌ها (۲۰۲۲) منتشر شد، به‌دست سوئیفت، جک آنتونوف و دل ری نوشته شد و دو نویسندهٔ اول آن را تهیه‌کنندگی کردند. این ترانه در شمارهٔ چهار جدول بیلبورد هات ۱۰۰ قرار گرفت و نخستین ترانهٔ دل ری بود که در میان پنج‌تای برتر این جدول قرار می‌گیرد. «برف در ساحل» که چهارمین قطعه در آلبوم است، بالادی دریم پاپ با عناصر موسیقی کریسمس است و تنها اثر همکاری در آلبوم است.

## پیش‌زمینه و انتشار

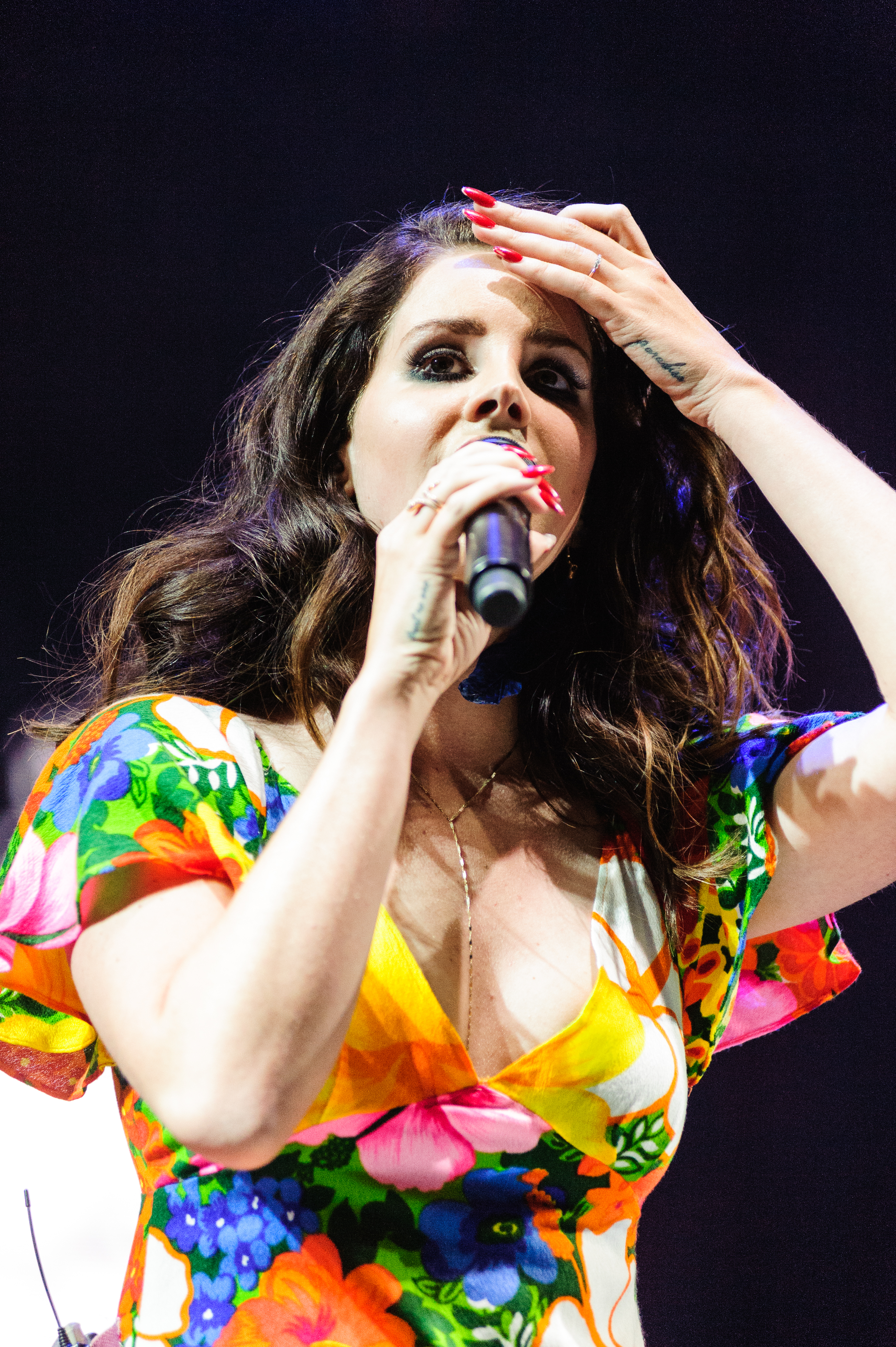
لانا دل ری در این ترانه حضور دارد.

در ۲۸ آگوست ۲۰۲۲، تیلور سوئیفت دهمین آلبوم استودیویی خود را با نام نیمه‌شب‌ها اعلام کرد که قرار است در ۲۱ اکتبر ۲۰۲۲ منتشر شود. فهرست قطعه‌های آن مستقیماً اعلام نشد. جک آنتونوف، همکار دیرینهٔ سوئیفت که از پنجمین آلبوم استودیویی او ۱۹۸۹ (۲۰۱۴) با سوئیفت کار کرده بود، با ویدئویی که در ۱۶ سپتامبر ۲۰۲۲ در حساب اینستاگرام سوئیفت منتشر شد، به‌عنوان تهیه‌کنندهٔ نیمه‌شب‌ها تأیید شد. آنتونوف با لانا دل ری در دو آلبوم استودیویی او، نورمن فاکینگ راک‌ول! (۲۰۱۹) و رد هواپیما بالای کانتری کلاب (۲۰۲۱) همکاری کرده بود.
در ۲۱ سپتامبر ۲۰۲۲، سوئیفت از طریق مجموعهٔ ویدئویی کوتاه در تیک‌تاک، با عنوان آشفتگی نیمه‌شب‌ها با من، از فهرست قطعات آلبوم به صورت تصادفی پرده‌برداری کرد. این مجموعه متشکل از ۱۳ قسمت بود، که سوئیفت با چرخاندن قفس قرعه‌کشی حاوی ۱۳ توپ پینگ پنگ با شماره یک تا سیزده عنوان ترانه را در هر قسمت اعلام می‌کرد. که هر کدام یک قطعه از نیمه شب‌ها را نشان می‌دهد. هنگامی که توپی بیرون می‌افتد، او عنوان قطعهٔ مربوطه را در آلبوم از طریق تلفن اعلام می‌کرد. در قسمت پایانی، در ۷ اکتبر ۲۰۲۲، سوئیفت چهارمین قطعه، «برف در ساحل» را اعلام کرد که در آن دل ری حضور دارد.

## ساختار
«برف در ساحل» بالادی دریم پاپ است. سازهای مورد استفادهٔ این ترانه شامل سیم‌هایی است که با «موسیقی کریسمس مه‌آلود» مقایسه شده‌است. این ترانه به «همه برای تو» اثر جنت جکسون ارجاع می‌کند.

## نگارش و ضبط
سوئیفت در ویدئویی که در حساب اینستاگرام خود منتشر کرد، گفت «برف در ساحل» در مورد حالت رویایی‌مانند «عاشق شدن به کسی در یک زمان همان‌طور که او عاشق شما می‌شود» است و اینکه او نادر بودن چنین عشقی را با پدیدهٔ طبیعی برف در ساحل مقایسه کرد. او گفت که دل ری نیز در آن حضور دارد زیرا او یکی از هنرمندان موسیقی مورد علاقه سوئیفت است.

## عملکرد تجاری
«برف در ساحل» در ۲۴ ساعت نخست انتشارش بیش از ۱۵ میلیون بار در اسپاتیفای پخش شد و با پیشی گرفتن از «بر من ببار» اثر لیدی گاگا و آریانا گرانده، بزرگ‌ترین روز افتتاحیه برای یک همکاری زنانه در تاریخ این پلتفرم را به نام خود ثبت کرد. در ایالات متحده، قطعه‌های نیمه‌شب‌ها تمام جایگاه ده‌تای برتر بیلبورد هات ۱۰۰ را اشغال کردند و «برف در ساحل» با ۳۷٫۲ میلیون استریم و ۲٫۶۰۰ دانلود دیجیتالی در رتبه چهارم این جدول قرار گرفت. سوئیفت اولین هنرمندی شد که به‌طور هم‌زمان ۱۰ نقطه برتر بیلبورد هات ۱۰۰ را به خود اختصاص داد. او رکورد هنرمند زن با بیشترین ترانه در ده‌تای برتر این جدول (۴۰) را کسب کرد و اولین هنرمندی است که به‌طور هم‌زمان کل جایگاه ده‌تای برتر جدول‌های هات ۱۰۰، ترانه‌های جریانی و ترانه‌های دیجیتال را به خود اختصاص داده‌است. این ترانه نخستین ورود دل ری به پنج‌تای برتر جدول هات ۱۰۰ و دومین ورود او به ده‌تای برتر این جدول بعد از «اندوه تابستانی» (۲۰۱۲) است.

## جدول‌ها
| جدول (۲۰۲۲)                                 | بالاترین جایگاه |
| ------------------------------------------- | --------------- |
| آرژانتین (۱۰۰ آهنگ داغ آرژانتین)            | ۸۴              |
| استرالیا (جدول‌های ای‌آرآی‌ای)                 | ۳               |
| اتریش (او۳ تاپ ۴۰ اتریش)                    | ۱۲              |
| بلژیک (اولتراتاپ ۵۰ فلاندرز)                | ۵۰              |
| کانادا (۱۰۰ تک‌آهنگ داغ کانادا)              | ۳               |
| کرواسی (بیلبورد)                            | ۱۰              |
| جمهوری چک (۱۰۰ تک‌آهنگ دیجیتال برتر)         | ۱۶              |
| دانمارک (هیت‌لیسن)                           | ۲۴              |
| فرانسه (سندیکای ملی انتشارات صوتی‌تصویری)    | ۶۹              |
| آلمان (جدول‌های رسمی آلمان)                  | ۷۴              |
| ۲۰۰ آهنگ جهانی (بیلبورد)                    | ۳               |
| یونان اینترنشنال (آی‌اف‌پی‌آی یونان)           | ۵               |
| هنگ کنگ (بیلبورد)                           | ۱۵              |
| مجارستان (۴۰ آهنگ جاری برتر)                | ۲۴              |
| ایسلند (Plötutíðindi)                       | ۱۱              |
| اندونزی (بیلبورد)                           | ۲۰              |
| هند (IMI)                                   | ۹               |
| ایرلند (ایرما)                              | ۳               |
| ایتالیا (فدراسیون صنعت موسیقی ایتالیا)      | ۵۹              |
| لیتوانی (AGATA)                             | ۱۳              |
| لوکزامبورگ (بیلبورد)                        | ۱۳              |
| مالزی (بیلبورد)                             | ۲               |
| مالزی بین‌الملل (RIM)                        | ۲               |
| هلند (۱۰۰ تک‌آهنگ برتر)                      | ۲۵              |
| نیوزیلند (انجمن صنعت ضبط نیوزیلند)          | ۴               |
| نروژ (وی‌جی-لیستا)                           | ۱۶              |
| فیلیپین (بیلبورد)                           | ۳               |
| پرتغال (ای‌اف‌پی)                             | ۹               |
| سنگاپور (RIAS)                              | ۲               |
| اسلواکی (فدراسیون بین‌المللی صنعت فونوگرافی) | ۱۸              |
| آفریقای جنوبی (RISA)                        | ۱۳              |
| اسپانیا (پروموزیک)                          | ۳۵              |
| سوئد (فهرست برترین‌های سوئد)                 | ۱۶              |
| سوئیس (شوایزر هیت‌پاراد)                     | ۱۶              |
| تک‌آهنگ‌های بریتانیا (اوسی‌سی)                 | ۴               |
| بیلبورد هات ۱۰۰ ایالات متحده                | ۴               |
| ویتنام (هات ۱۰۰ ویتنام)                     | ۴               |

## گواهی‌نامه‌ها
| منطقه                                   | گواهی | واحد گواهی‌شده/فروش |
| --------------------------------------- | ----- | ------------------ |
| کانادا (میوزیک کانادا)                  | طلا   | ۴۰٬۰۰۰             |
| رقم فروش+پخش جاری تنها بر پایهٔ گواهی‌ها. |       |                    |